# Glenea superba
Glenea superba là một loài bọ cánh cứng trong họ Cerambycidae.